# David Del Tredici
David Del Tredici est un compositeur américain, né le 16 mars 1937 à Cloverdale (Californie) et mort le 18 novembre 2023.

## Biographie
Après ses débuts comme concertiste de piano avec l'orchestre symphonique de San Francisco à l'âge de 17 ans, il reçoit un diplôme de licence à l'université de Californie à Berkeley et une maîtrise en 1964 à l'université de Princeton, où il étudie auprès des compositeurs Earl Kim, Seymour Shifrin, et Roger Sessions.
Ses premières œuvres prennent pour inspiration Alice au pays des merveilles de Lewis Carroll, couvrant une grande variété de styles et de formes musicales. Il a reçu un prix Pulitzer en 1980 pour In Memory of a Summer Day, la première partie de Child Alice. Les thèmes des œuvres suivantes comprennent la littérature, en particulier les œuvres de l'ère victorienne, les poètes contemporains, et les œuvres de James Joyce, Allen Ginsberg, Rumi, Federico García Lorca, Thom Gunn, Paul Monette, Colette Inez (en), et Bram Stoker, mais aussi ses expériences personnelles, et sa vie en tant qu'homosexuel.
Alors qu'il a été formé à la technique sérielle, Del Tredici écrit à présent dans un style tonal, il est l'un des tenants les plus clairs du néoromantisme.
En plus du prix Pulitzer, il a reçu une bourse de la fondation John-Simon-Guggenheim, des soutiens du National Endowment for the Arts, et a été choisi par l'American Academy of Arts and Letters. Ses œuvres sont régulièrement commandées par des orchestres majeurs d'Amérique et de l'étranger. On Wings of Song a été créé à New York en 2004 au concert du vingtième anniversaire du Riverside opera ensemble.
Parmi ses étudiants les plus connus, il compte John Adams et Tison Street (en).

## Principales œuvres
- Six Songs pour voix et piano (texte de James Joyce) (1959)
- An Alice Symphony (1969)
- Final Alice, un opéra en forme de concert pour soprano, ensemble folk, et orchestre (1976)
- Child Alice ("In Memory of a Summer Day", "Happy Voices", "In the Golden Afternoon", "Quaint Events") pour soprano et orchestre (1980 - 81)
- Gay Life (1996-2000)
- The Spider and The Fly pour soprano haut, bayton haut, et orchestre (1998)
- Paul Revere's Ride pour soprano solo amplifié, chœur SATB, et orchestre (2005)